# San Juan Bautista (Paraguay)

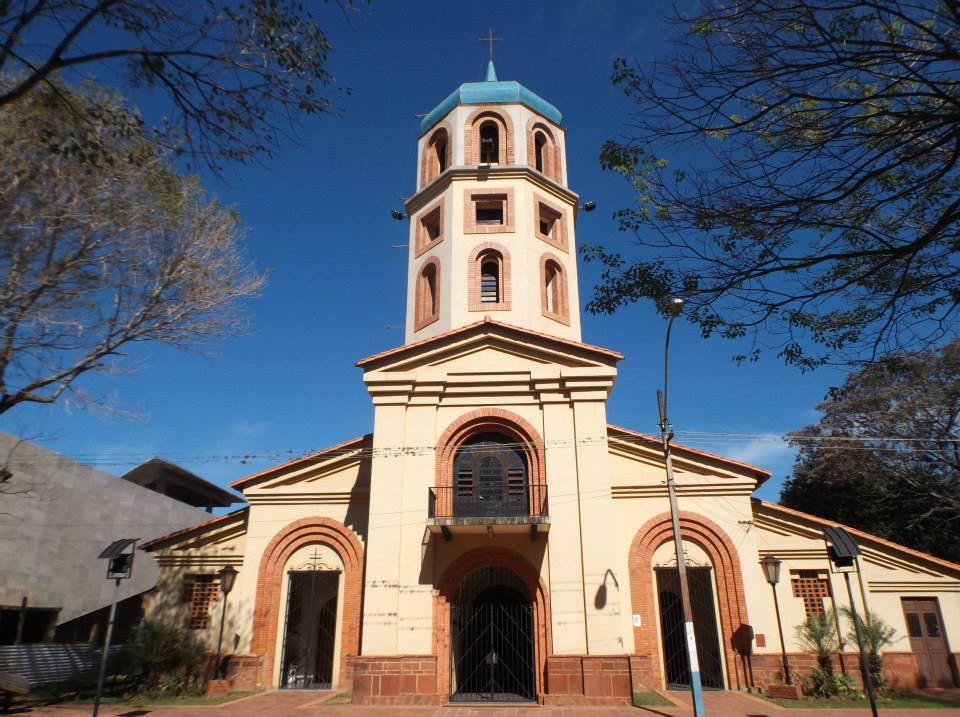
Iglesia de San Juan Bautista.

San Juan Bautista es una ciudad paraguaya, capital del departamento de Misiones. Se ubica a 196 kilómetros de Asunción, conectada por la Ruta PY01, y se enclava en una colina a 135 metros sobre el nivel del mar, a 11 km del Río Tebicuary. Después de la guerra contra la Triple Alianza se fue ampliando la población con la presencia de los correntinos y entrerrianos que emigraron para reactivar la zona, devastada durante la contienda.

## Historia
La historia de fundación de San Juan Bautista se relaciona con la evangelización de las Misiones franciscanas y jesuitas en Paraguay. La misma era llamada Posta San Juan, por donde los ganaderos pasaban montados a caballos con sus tropas. Era el lugar ideal para descansar, por sus hermosas praderas verdes y aguas cristalinas en esos tiempos. En la década de 1850, Carlos Antonio López habilitó el oratorio con el nombre de Posta San Juan; luego ya fue construida una capilla que fue llamada San Juan, donde se realizaban oficios públicos. Fue declarada villa el 26 de enero de 1893 y en 1945 fue nombrada capital departamental. La antigua Posta San Juan, en el año 1609, luego Capillita San Juan, desde 1879, pasó a denominarse San Juan Bautista en 1890.

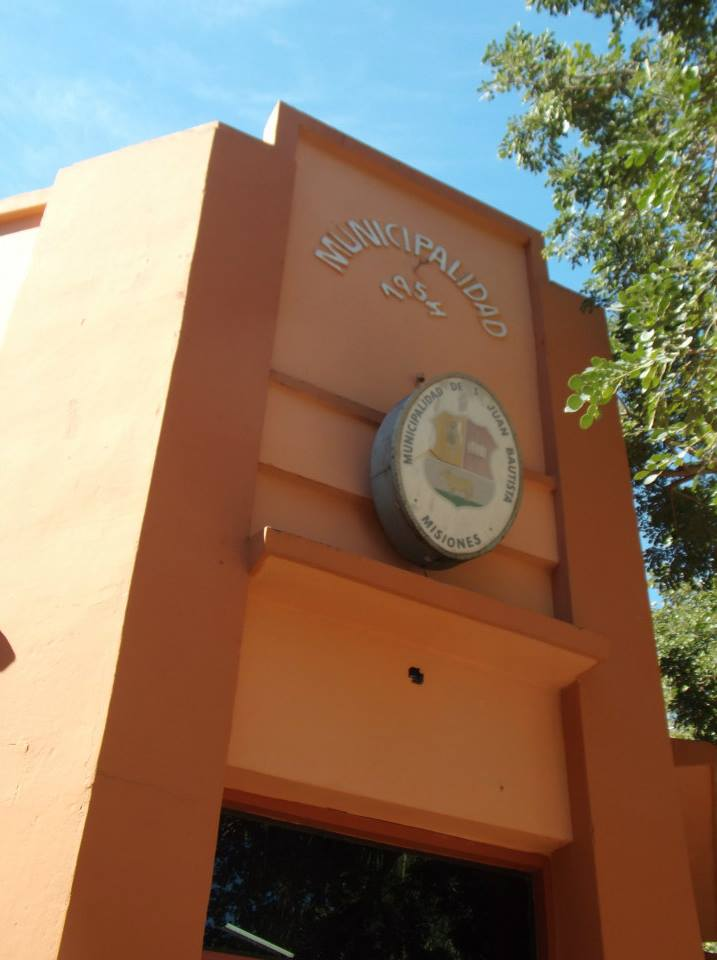
Municipalidad de San Juan Bautista.

El municipio fue creado el 26 de enero de 1893, durante la presidencia de Juan Gualberto González. De inmediato se formó la Primera Junta Económica Administrativa del municipio y el español Santiago Madrigal empezó a trazar los planos de la ciudad, de calles y avenidas amplias. Ya entonces la localidad era una tierra pujante de ganaderos y personalidades de la época. La primera población de San Juan, según testigos de la Administración del Presidente López estuvo asentada en San Cristóbal, compañía de San Juan.

## Geografía
Al norte con el distrito de Caapucú departamento de Paraguarí, al noreste con el distrito de Villa Florida Misiones, al este con el distrito de San Miguel Misiones, al oeste con el distrito de San Juan Bautista del departamento de Ñeembucú y al sur con el distrito de San Ignacio Misiones.

### Clima
En invierno, la mínima generalmente es de 0 °C, en verano la temperatura máxima es de 39 °C. La media anual es de 21 °C.
| Parámetros climáticos promedio de San Juan Bautista Misiones | Parámetros climáticos promedio de San Juan Bautista Misiones | Parámetros climáticos promedio de San Juan Bautista Misiones | Parámetros climáticos promedio de San Juan Bautista Misiones | Parámetros climáticos promedio de San Juan Bautista Misiones | Parámetros climáticos promedio de San Juan Bautista Misiones | Parámetros climáticos promedio de San Juan Bautista Misiones | Parámetros climáticos promedio de San Juan Bautista Misiones | Parámetros climáticos promedio de San Juan Bautista Misiones | Parámetros climáticos promedio de San Juan Bautista Misiones | Parámetros climáticos promedio de San Juan Bautista Misiones | Parámetros climáticos promedio de San Juan Bautista Misiones | Parámetros climáticos promedio de San Juan Bautista Misiones | Parámetros climáticos promedio de San Juan Bautista Misiones |
| Mes                                                          | Ene.                                                         | Feb.                                                         | Mar.                                                         | Abr.                                                         | May.                                                         | Jun.                                                         | Jul.                                                         | Ago.                                                         | Sep.                                                         | Oct.                                                         | Nov.                                                         | Dic.                                                         | Anual                                                        |
| ------------------------------------------------------------ | ------------------------------------------------------------ | ------------------------------------------------------------ | ------------------------------------------------------------ | ------------------------------------------------------------ | ------------------------------------------------------------ | ------------------------------------------------------------ | ------------------------------------------------------------ | ------------------------------------------------------------ | ------------------------------------------------------------ | ------------------------------------------------------------ | ------------------------------------------------------------ | ------------------------------------------------------------ | ------------------------------------------------------------ |
| Temp. máx. abs. (°C)                                         | 42.0                                                         | 31.0                                                         | 30.0                                                         | 28.0                                                         | 24.0                                                         | 22.0                                                         | 22.0                                                         | 25.0                                                         | 26.0                                                         | 29.0                                                         | 31.0                                                         | 33.0                                                         | 42.0                                                         |
| Temp. máx. media (°C)                                        | 32.5                                                         | 31.6                                                         | 30.5                                                         | 27.0                                                         | 24.0                                                         | 21.7                                                         | 22.1                                                         | 23.8                                                         | 25.1                                                         | 27.7                                                         | 29.7                                                         | 31.8                                                         | 26.2                                                         |
| Temp. media (°C)                                             | 25.5                                                         | 24.9                                                         | 23.4                                                         | 20.0                                                         | 17.3                                                         | 15.2                                                         | 15.5                                                         | 16.6                                                         | 18.1                                                         | 20.6                                                         | 22.7                                                         | 24.8                                                         | 20.4                                                         |
| Temp. mín. media (°C)                                        | 20.6                                                         | 20.2                                                         | 18.6                                                         | 15.2                                                         | 12.0                                                         | 10.2                                                         | 10.1                                                         | 11.1                                                         | 12.7                                                         | 15.4                                                         | 17.1                                                         | 19.3                                                         | 15.2                                                         |
| Temp. mín. abs. (°C)                                         | 11.3                                                         | 10.0                                                         | 5.4                                                          | 2.4                                                          | -1.7                                                         | -3.8                                                         | -6.0                                                         | -2.8                                                         | -0.6                                                         | 1.6                                                          | 4.8                                                          | 7.0                                                          | -19.0                                                        |
| Precipitación total (mm)                                     | 143.0                                                        | 143.0                                                        | 142.0                                                        | 165.0                                                        | 120.0                                                        | 70.0                                                         | 57.0                                                         | 59.0                                                         | 70.0                                                         | 173.0                                                        | 173.0                                                        | 150.0                                                        | 120.00mm                                                     |
| Días de precipitaciones (≥ 0.1 mm)                           | 9                                                            | 8                                                            | 7                                                            | 8                                                            | 7                                                            | 8                                                            | 8                                                            | 8                                                            | 9                                                            | 9                                                            | 9                                                            | 9                                                            | 98                                                           |
| Fuente: weatherspark                                         |                                                              |                                                              |                                                              |                                                              |                                                              |                                                              |                                                              |                                                              |                                                              |                                                              |                                                              |                                                              |                                                              |

## Demografía

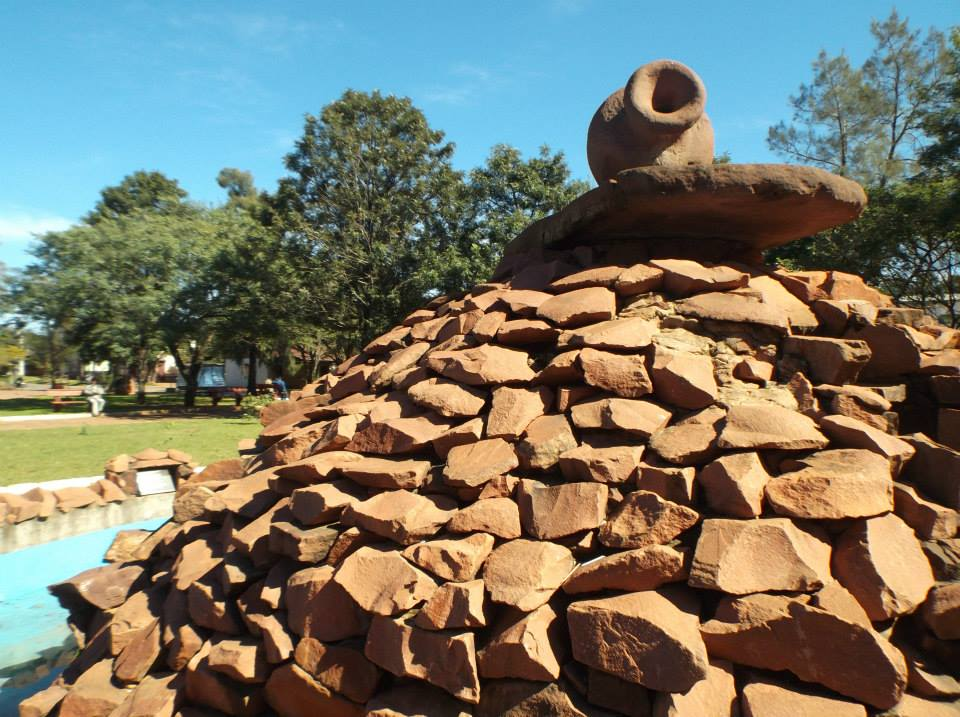
Plaza Boquerón (San Juan Bautista).

San Juan Bautista cuenta con una población total 20 979 habitantes, según datos oficiales del censo paraguayo de 2022.
Durante la Guerra de la Triple Alianza, una vez ocupada Asunción por los aliados, tiempo después el gobierno provisorio autorizó y legalizó la masiva entrada de los correntinos en territorio paraguayo. Muchos correntinos colaboraron con el héroe de la guerra Gral. Caballero, aportando tropas, armamentos y vituallas. Una vez listos, los combatientes desembarcaron en la mítica Humaitá y otro numeroso contingente se introdujo por aguas del río Tebicuary, uniéndose a los campamentos que esperaban en San Miguel y Paso Santa María (hoy Villa Florida) para llegar por el río Pirapó a Villarrica, circunstancia aprovechada por muchos correntinos para protagonizar una nueva emigración hacia el Paraguay.

Muchos correntinos que integraban las fuerzas vencedoras recogieron sus frutos, ya que el Centauro de Yvycuí, con el aumento de su poder político, fue gratificando a cada uno por su colaboración leal en la lucha personal por el poder. Casi todos los correntinos se afincaron en Misiones y formaron sus hogares.

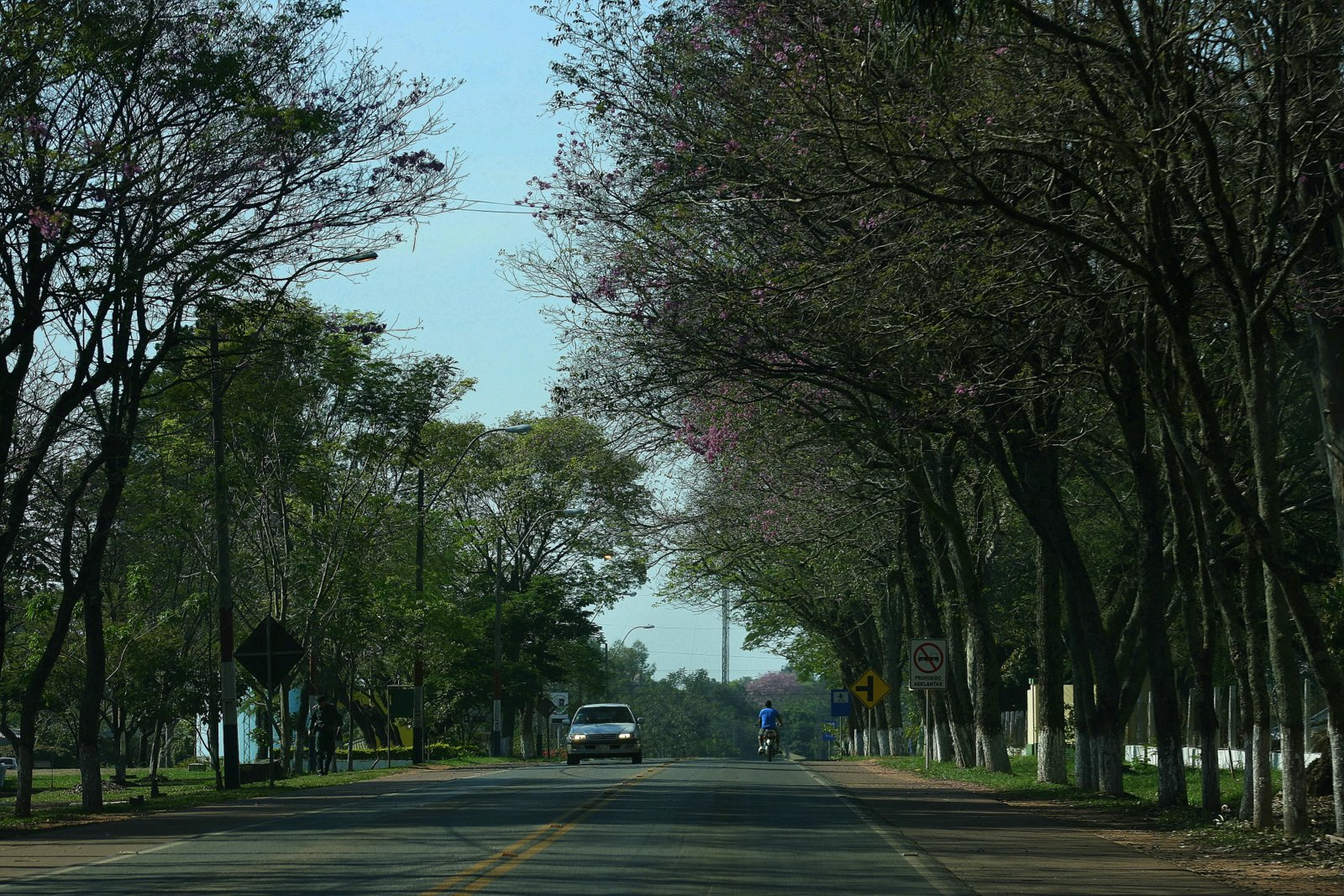
Acceso a la ciudad

## Economía
San Juan Bautista es una zona ganadera y agropecuaria. En cuanto a lo agropecuario se refiera se produce soja, trigo, algodón, arroz , maíz , yerba mate, té Adelgazante y azúcar orgánica. En tanto en el ámbito de la ganadería, cuenta con importantes establecimientos ganaderos, también posee una cantera en donde se extrae grandes cantidades de piedras de San Cristóbal y la fabricación de ladrillos para la construcción en Yataí. 
Posee lugares de restaurantes y heladerías como Crisol, Ña Tere, Delicias del Sabor Any, Parrillada la Tranquera entre otros. Existen varios Bancos y Cooperativas: Banco Nacional de Fomento, Banco Continental Banco Familiar, Cooperativa Coopersanjuba Limitada Cooperativa 21 de Septiembre, Cooperativa 8 de Marzo y Coopermur. En la ciudad también se está impulsando el ecoturismo.

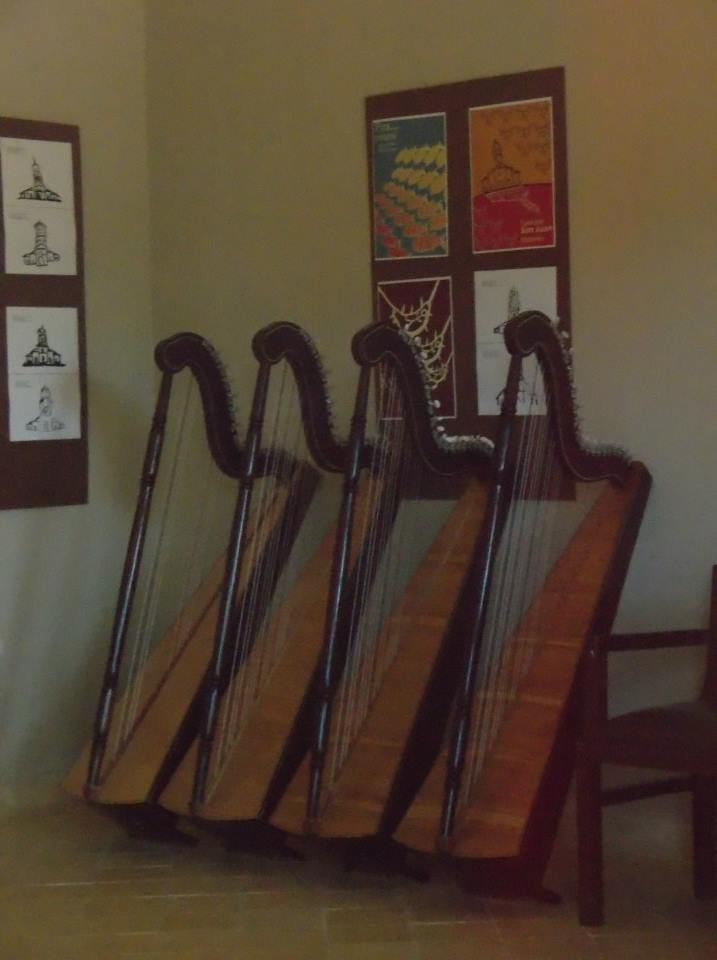
Interior de la Casa de Agustín Barrios, Mangoré.

## Cultura
Durante las fiestas patronales en honor a San Juan, el 24 de junio, se realizan procesiones, jineteadas, domas de potros y corridas de toros, se saborean las comidas típicas, como el batiburrillo, asado a la estaca y el “caburé”.
Los lugares de interés son la ciclo vía recientemente habilitado al costado de la Ruta PY01, la Galería de arte “El Viejo Taller”, el Teatro “Monseñor Rojas”, el Seminario Diocesano San José, la plaza Boquerón la que en su paseo central tiene una fuente de agua y con servicios de internet gratuito, la plaza Mariscal Estigarribia y servicio de internet gratuito, la Plaza La Ermita, la plaza José del Rosario Diarte, las pirámides construidas en honor a los Excombatientes de la Guerra del Chaco y la Patria, la casona de Mangoré, el Sitio Histórico Abrahán Cué, Fundación Káavo, la Parroquia Nuestra Señora de la Asunciónl, la Capilla Nuestra Señora Santa Rosa de Lima, la Catedral de la Iglesia, Estatua de Agustín Pío Barrios de tres metros de altura en el acceso de la ciudad, entre otros.

Existen manantiales y numerosos arroyos dentro de la ciudad para apaciguar el calor del verano como el arroyo Paso Naranja. En la Isla de las Orquídeas, en San Cristóbal, se pueden apreciar estas flores de las más diversas variedades, en los Cerros de Yta yurú se puede apreciar una hermosa vista de la pradera Misionera.

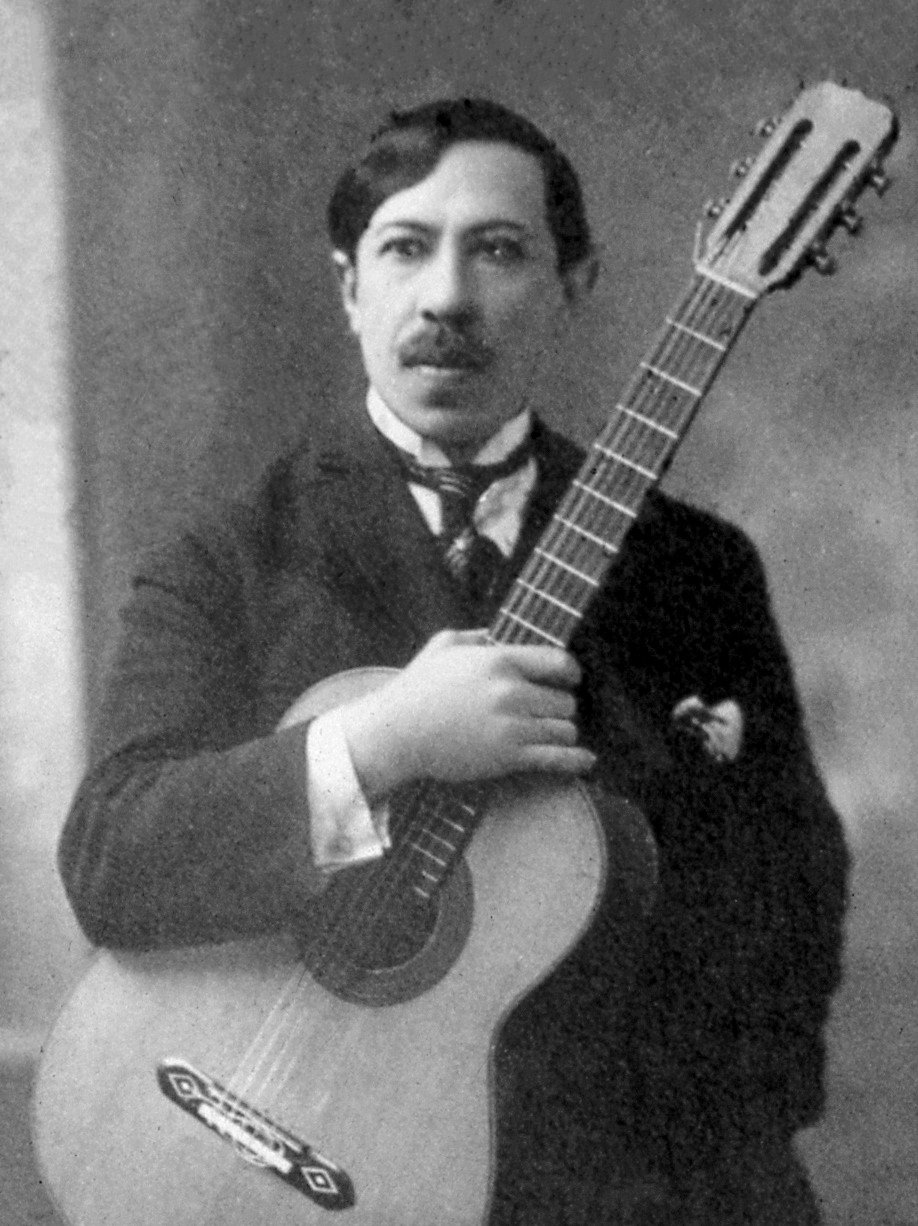
Agustín Barrios en 1922

## Educación
Existen numerosas instituciones que imparten Educación Inicial, Educación Escolar Básica, Educación Media en la Modalidades de Bachillerato Científico y Técnico y varias Universidades Nacionales y Privadas.

### Escuelas
- Escuela Graduada 1109 Diocesano Misionero (Católico Teresiano)
- Escuela Pedro P. Peña
- Escuela del futuro
- Escuela centro educativo 701
- ECO Escuela Paraguay
- Escuela 3º División de Infantería
- Centro Educativo Maestros Rurales Yataí

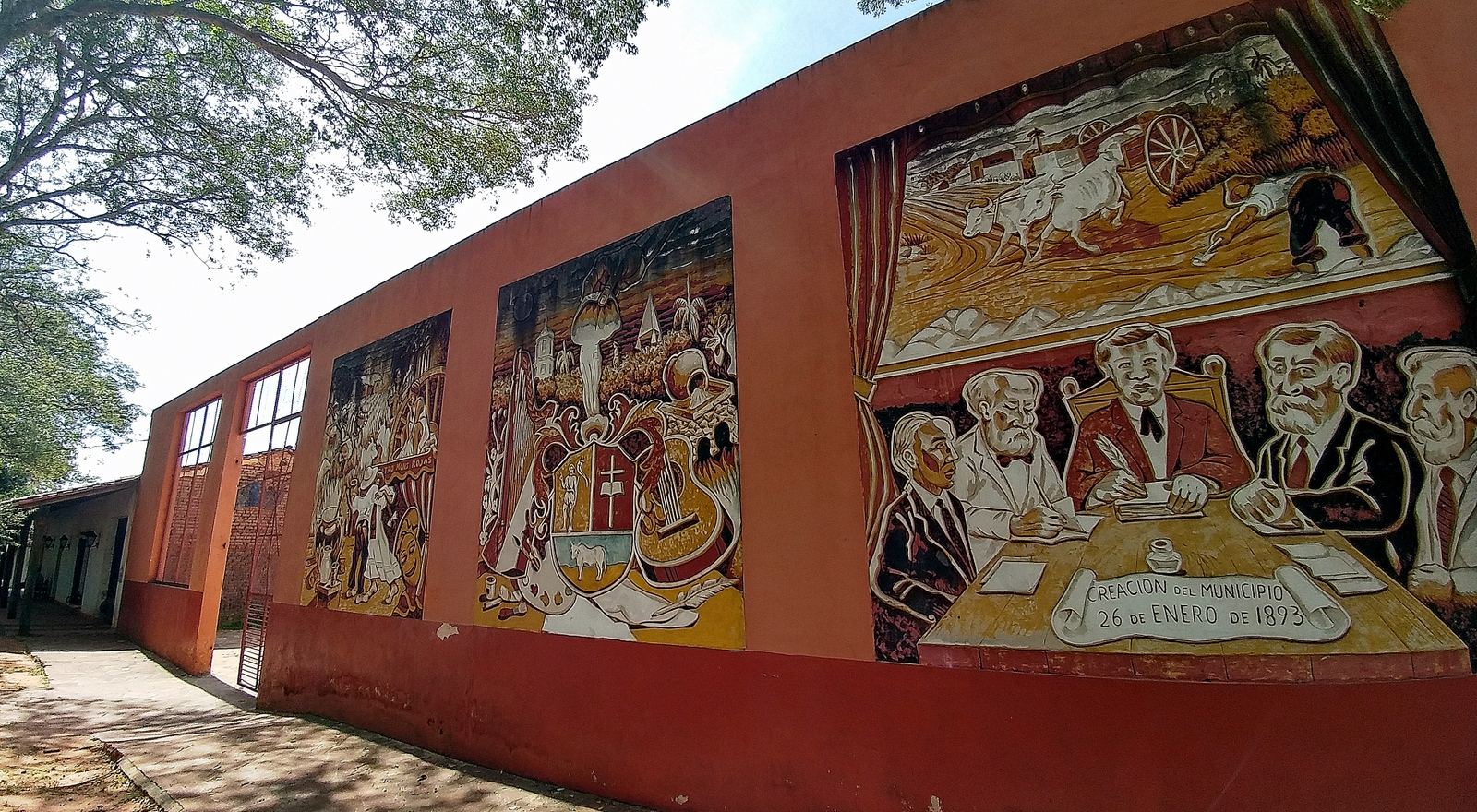
Mural sobre la fundación

### Colegios
- Colegio Nacional Dr. Saúl Espínola (Colegio Técnico)
- Escuela Monseñor Pastor Bogarín Argaña (Comercio)
- Eco Colegio Paraguay
- Colegio Diocesano Misionero (Católico Teresiano)
- Colegio Nacional Dr. Víctor Natalicio Vasconsellos (Colegio Técnico)
- Colegio Agustín Barrios
- Escuela Agrícola San Juan (Colegio Técnico)
- Dr. Juan Francisco Facetti
- Jóvenes Unidos
- Colegio 3º División de Infantería
- Colegio Félix Ibarra LLano

### Universidades
- Universidad Hispano-Guaraní "Para el Desarrollo Humano" Sede Central.
- Universidad Nacional Asunción Filial de la Facultad de Ciencias Veterinarias con la carrera Veterinaria.
- Universidad Nacional Asunción Filial con la carrera de Derecho y Ciencias Sociales.
- Universidad Nacional Asunción Filial de la Facultad de Filosofía con las carreras de Ciencias de la Educación y Ciencias de la Comunicación.
- Universidad UTCD con las carreras de Licenciatura en Administración de Empresas, Contador Público, Derecho, Posgrados y Pedagogía Universitaria.
- Universidad Nacional de Pilar Filial de la Facultad de Ciencias Contables Administrativas y Económicas.
- Universidad Nacional de Pilar Filial de la Facultad de Agronomía.
- Universidad Nacional de Pilar Filial de la Facultad de Informática.
- Universidad Americana.

Otra institución de Educación Superior es el Instituto de Formación Docente "Prof. Ladislaa Lilé González" con 50 años de trayectoria institucional en la formación y actualización constante de los docentes de todos los niveles educativos de la ciudad y del departamento.

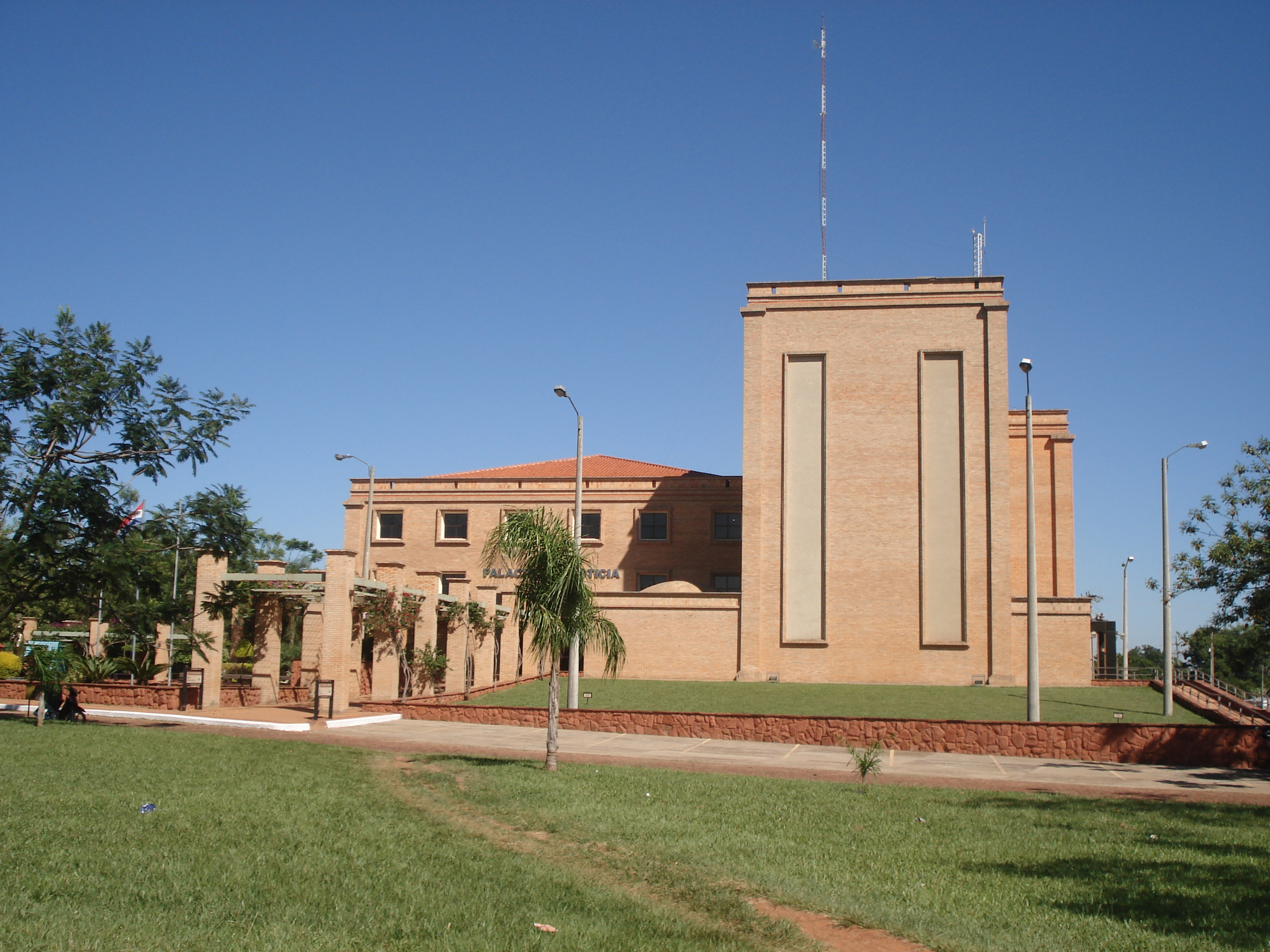
Edificio del Poder Judicial.

## Medios de comunicación

#### Radios FM
- Misiones FM 91.5
- San Juan FM 99.5
- Espectador FM 94.7
- Mangoré AM 1430
- CLASICA FM 97.5

#### Radios virtuales
- Radio Studio Cero www.radiostudiocero.com
- Mas Farra www.masfarra.com
- Radio Solidaria www.solidariaradio.com

#### Televisión
- Canal 7 Coopersanjuba

## Ciudades hermanadas
- Luque, Paraguay (11/07/2019)